# دنیاهایی جدا افتاده (فیلم ۲۰۱۵)
دنیاهایی جدا افتاده یا یک دنیا فاصله (به انگلیسی: Worlds Apart) فیلمی محصول سال ۲۰۱۵ و به کارگردانی کریستوفروس پاپاکالیاتیس است. در این فیلم بازیگرانی همچون جی. کی. سیمونز، آندره‌آ اوشوارت، ماریا کاویونجی، میناس هاتزیساواس، توفیک برهوم و نیکی وکالی ایفای نقش کرده‌اند.